# Campagna della costa nordorientale (1703)
La campagna della costa nordorientale (1703) (detta anche Sei terribili giorni) fu la maggiore delle campagne della Guerra della regina Anna nel New England. Alexandre Leneuf de La Vallière de Beaubassin guidò 500 truppe delle forze coloniali francesi e della confederazione abanaki d'Acadia (200 Mi'kmaq e altri da Norridgewock). Essi attaccarono gli insediamenti inglesi sulla costa dell'attuale Maine tra Wells e Casco Bay (oggi Portland), dando alle fiamme più di 15 leghe di terra e uccidendo o catturando più di 150 persone. I coloni inglesi furono in grado di proteggere i loro insediamenti, ma molti altri vennero distrutti e poi abbandonati. Lo storico Samuel Drake riporta che il "Maine ricevette un duro colpo" come risultato della campagna.

## Antefatto
L'area di confine tra l'Acadia ed il New England all'inizio del XVIII secolo era ancora contestata tra coloni francesi e inglesi (ed i loro rispettivi alleati nativi americani) dal momento che la Guerra di re Guglielmo degli anni '90 del Seicento non era riuscita a risolvere le dispute. La Nuova Francia definì il proprio confine occidentale dell'Acadia al fiume Kennebec nell'attuale Maine meridionale, mentre la provincia inglese del Massachusetts formalmente pretendeva tutta la terra compresa tra il fiume Piscataqua ed il fiume Saint Croix (tutto l'attuale Maine). Durante gli anni '70 del Seicento gli insediamenti inglesi tra il fiume Kennebec e la baia di Penobscot contestarono le pretese dei francesi e dei locali Abenaki nell'area.
I francesi stabilirono delle missioni cattoliche a Norridgewock ed a Penobscot, come pure un insediamento francese era presente nella baia di Pensobscot nei pressi dell'attuale città di Castine. Tutti questi siti vennero utilizzati come base d'attacco verso i coloni inglesi durante la guerra di re Guglielmo. Le aree di frontiera tra il fiume San Lorenzo ed i primi insediamenti costieri del Massachusetts e di New York continuavano ad essere dominati dai nativi (soprattutto Abenaki e Irochesi), e l'area compresa tra il fiume Hudson ed il Lago Champlain era utilizzata per delle spedizioni di razzie da ambo le parti.
Anche se la guerra tra Francia e Inghilterra era scoppiata nel 1702, le frontiere tra Nuova Francia e New England rimasero tranquille sino al dicembre di quell'anno quando il governatore generale Louis-Hector de Callière autorizzò gli abenaki a riprendere la guerra di confine. Oltre a saccheggiare le colonie inglesi, Callière promise altri doni. Callière morì nel maggio del 1703, e venne rimpiazzato da Philippe de Rigaud de Vaudreuil, che promosse vigorosamente l'attività di razzia per mantenere l'influenza francese sugli abenaki. Vaudreuil diede ad Alexandre Leneuf de La Vallière de Beaubassin, un ufficiale militare i cui possedimenti di famiglia a Beaubassin era stata razziata nel 1696 dalle forze del New England, il comando di un piccolo contingente di forze francesi con istruzione di organizzare dei raids contro gli insediamenti inglesi.
Il governatore della baia del Massachusetts Joseph Dudley non credeva che gli abenaki avrebbero accettato di scendere in guerra. Nel giugno del 1703 i giornali di Boston riportarono che gli abenaki erano "per due terzi per la pace e un terzo per la guerra", ma Dudley non era stato in grado di convincerli a schierarsi con gli inglesi. Il capo abenaki Moxus tentò di avvisare Dudley dell'atteggiamento aggressivo di Vaudreuil, ma Dudley stracciò questi rapporti.

## La campagna
Beaubassin comandò circa 500 uomini con un piccolo contingente di francesi, mentre il grosso era costituito da guerrieri Mi'kmaq provenienti dall'attuale Nuova Scozia e dal Nuovo Brunswick, o erano Kennebec da Norridgewock, tutti sotto la direzione di padre Sebastian Rale. Rigaud de Vaudreuil dichiarò in seguito che gli abenaki decisero di aderire alla spedizione dopo che padre Rale li ebbe assicurati e che "gli indiani erano pronti a prendere le armi contro gli inglesi in qualsiasi momento egli [Vaudreuil] avesse voluto."
Beaubassin divise le sue forze in sei gruppi. Il 10 agosto 1703, simultaneamente attaccarono gli insediamenti di Wells, Cape Porpoise, Saco, Scaraborough, Spurwink e Purpooduck (oggi Cape Elizabeth), e Casco (oggi Portland).

### Wells, Cape Porpoise e Saco
A Wells, le forze di Beaubassin uccisero o catturarono 39 persone, ferendone molte altre. Un altro gruppo razziò Cape-Porpoise, desolata comunità principalmente disabitata e dove risiedevano solo alcuni pescatori. A Saco, gli abanaki uccisero 11 persone e fecero 24 prigionieri. (Saco venne razziata nuovamente nel 1704 e nel 1705.) Essi surclassarono la guarnigione del forze di Winter Harbor (attuale Biddeford presso Biddeford Pool), forzandoli ad arrendersi nei termini di capitolazione. (Winter Harbor venne razziata ancora nel 1707 e nel 1710.)

### Scarborough
Quando gli abanaki si stavano avvicinando al forte di Scarborough, inviarono un prigioniero con la richiesta della resa. L'ufficiale comandante del forte prese il prigioniero e decise invece di resistere ad un lungo assedio sino a quando, ormai stanco coi suoi uomini, non venne salvato dalle forze del New England. Il reinsediamento di Scarborough iniziò nel 1702 quando sette coloni giunsero da Lynn ed iniziarono la costruzione di un forte collocato nell'area ovest di Prout's Neck's Garrison's Cove. Questo forte era comandato dal capitano John Larrabee.
Gli abanaki successivamente iniziarono a scavare dei tunnel per fare breccia nelle difese del forte, ma vennero individuati e colpiti dai tiratori inglesi. Beaubassin decise di ritirarsi alla ricerca di una preda più facile.
Poco dopo, il 6 ottobre, 200 abanaki si recarono a nord di Falmouth verso Black Point ed uccisero o catturarono 19 coloni nei campi. Poco dopo i nativi attaccarono il forte che aveva una guarnigione di soli 8 uomini al comando del tenente Wyatt. Dopo una fiera resistenza, i coloni del New England si ritirarono in una barca nel port. Gli abanaki misero a ferro e fuoco il forte.

### Casco, Spurwink e Purpooduck
Gli abanaki danneggiarono pesantemente Spurwink e Purpooduck (Cape Elizabeth). A Spurwink, principalmente abitata dai signori Jordans e dalle loro famiglie, gli abanaki catturarono o uccisero 22 persone. A Purpooduck, dove vi erano nove famiglie insediate a Spring Point, uccisero 25 persone e fecero 8 prigionieri.
La guarnigione di 36 uomini a Casco (Falmouth) era comandata dal maggiore John March (con John Gyles presente). Il forte era la fortificazione più importante della costa orientale. Il 10 agosto 1703, sotto la guida di Moxus, Wanongonet ed Escumbuit, gli abanaki apparvero agli inglesi con issata la bandiera bianca dicendo di avere cose importanti da comunicare. Notando che non vi era immediato pericolo, egli procedette con una guardia di soli due o tre uomini. Gli abanaki, imboscati, colpirono uno dei suoi attendenti. Una guarnigione di 10 uomini al comando del sergente Hook riuscì a prendere March e gli altri. Gli abanaki uccisero due dei compagni di March, Phippenny e Kent, durante un alterco.
Gli abanaki si ritirarono e perlustrarono la penisola per una settimana, ponendo a ferro e fuoco le case che trovavano. Il resto dei battaglioni abanacki giunsero a Casco con 200 canoe per continuare la distruzione del villaggio. Dapprima presero uno sloop, due scialuppe ed incoraggiati dal successo, tentarono per due giorni e due notti di compiere nuove razzie, per minacciare il forte dal mare, come era stato fatto durante la Guerra di re Guglielmo. Il 19 agosto il capitano Cyprian Southack giunse sulla Province Galley e riprese l'assedio. I nativi continuarono a passeggiare a Casco, abbordarono una nave appoggio ed uccisero il capitano e altri tre, con due feriti.
Il 26 settembre, il governatore Dudley ordinò a 360 uomini di marciare verso Pigwacket, uno dei principali villaggi nativi, presso l'attuale città di Fryeburg. Alla guida di 300 abitanti del New England, il maggiore March respinse gli abanaki a Pigwacket. March uccise 6 uomini e ne catturò altri 6. Queste furono le prime rappresaglie nel New England della guerra.

### York
Nel contempo, sotto la guida del capo tribù Sampson un gruppo di abanaki si spostò a sud di Falmouth verso York e Berwick. A York, uccisero sette membri della famiglia di Arthur Bragdon come pure fecero prigioniera una vedova e sua figlia. (la primavera successiva, dopo il Raid di Deerfield nel febbraio, gli abanaki nuovamente attaccarono ed uccisero alcuni coloni a York. Nel 1712, gli abanaki condussero una campagna contro questi villaggi e insediamenti. Uccisero o catturarono 24 persone in tre raid in tre villaggi, uno dei villaggi era York.)

### Berwick
Un altro schieramento si mosse a Berwick, cogliendo di sorpresa un gruppo di cinque soldati del New England, uccidendone uno, ferendone un altro e prendendo tre prigionieri. Quindi attaccarono il forte, al comando del capitano Brown. I soldati del New England respinsero l'attacco, uccidendo 9 nemici e ferendone altri 9. Come rappresaglia, i nativi catturarono e bruciarono vivo un uomo.

## Conseguenze
In risposta alle loro perdite nella campagna, i francesi ed i nativi attaccarono Deerfield. Nella primavera del 1704, dopo il Raid di Deerfield nel febbraio di quell'anno, gli abanaki attaccarono nuovamente  Wells e York. (Nel 1712, gli abanaki avevano condotto un'altra campagna contro questi villaggi. Uccisero 24 persone in tre raid su tre villaggi, uno dei villaggi era Wells.)
In risposta a questi eventi ed al raid di Deerfield, i governatori delle colonie inglesi settentrionali richiesero delle azioni militari contro le colonie francesi. il governatore del Massachusetts, Joseph Dudley, scrisse a tal proposito che "con la loro distruzione, Quebeck e Port Royal [sarebbero] da porre nelle mani di Sua Maestà, così da porre fine per sempre alla Guerra Indiana", e pertanto la frontiera tra Deerfield e Wells venne fortificata con 2000 uomini, ed il prezzo per uno scalpo indiano venne più che raddoppiato, da 40 a 100 sterline. Dudley organizzò prontamente un raid contro l'Acadia. Nell'estate del 1704, i soldati del New England sotto la guida di Benjamin Church razziarono i villaggi acadiani presso Pentagouet (attuale Castine), Baia di Passamaquoddy (attuale St. Stephen, Nuovo Brunswick), Grand-Pré, Pisiquid e Beaubassin (tutti nell'attuale Nuova Scozia).
Vi furono anche rappresaglie degli inglesi contro Norridgewock. Durante l'inverno del 1705, 275 soldati al comando del colonnello Hilton vennero inviati a Norridgewock per assediare padre Rale e saccheggiarne il villaggio. Padre Rale riuscì a fuggire, ma gli inglesi ne bruciarono la chiesa.
John March guidò la spedizione contro la capitale acadiana di Port Royal nel 1707.
i francesi spostarono diverse famiglie indiane da Penobscot, Norridgewock, Saco e Pequaket, insediandole a St. Francis, in Canada, come protezione contro la confederazione irochese. Questi divennero noti col nome di indiani di St. Francis.
Dalla fine della guerra, i nativi riuscirono a uccidere un totale di 700 inglesi ed a catturarne più di 250 sul confine tra Acadia e New England.